# Nathan Allan de Souza
Nathan Allan de Souza (Blumenau, Brasil, 13 de marzo de 1996) es un futbolista brasileño, juega como centrocampista y su equipo es el Grêmio del Brasileirão de Brasil.

## Trayectoria

### Atlético Paranaense
El 1 de enero de 2014, fue ascendido al plantel absoluto del Atlético Paranaense.
Debutó con el equipo en la Copa Libertadores el 29 de enero en Lima ante Sporting Cristal, ingresó en el minuto 80 pero perdieron 2 a 1.

### Chelsea Football Club
El 15 de abril de 2015 se confirmó su traspaso al club inglés por casi 5 millones de dólares, después de pasar el examen médico.

## Selección nacional
Nathan ha sido parte de la selección de Brasil en las categorías juveniles sub-17 y sub-20.
Fue convocado para jugar el Mundial Sub-17 del 2013, tuvo un buen comienzo en la fase de grupos con 4 goles y 5 asistencias, pero Brasil quedó eliminado en cuartos de final por penales ante México.
Su siguiente participación oficial fue en el Campeonato Sudamericano Sub-20 en Uruguay, en el año 2015, jugó 8 partidos, anotó un gol y clasificaron al mundial, pero no volvió a ser considerado.

### Participaciones en juveniles
| Competición                 | Sede                   | Resultado        | Partidos | Goles |
| --------------------------- | ---------------------- | ---------------- | -------- | ----- |
| Copa Mundial Sub-17 de 2013 | Emiratos Árabes Unidos | Cuartos de final | 5        | 5     |
| Sudamericano Sub-20 de 2015 | Uruguay                | Cuarto puesto    | 8        | 1     |

## Estadísticas
Actualizado al 3 de diciembre de 2023.
| Atlético Paranaense · Brasil | 1.ª           | 2014          | 11  | 0  | 7  | 1 | 2  | 0 | 2  | 0 | 22  | 1  |
| Atlético Paranaense · Brasil | 1.ª           | 2015          | —   | —  | 2  | 0 | —  | — | —  | — | 2   | 0  |
| Atlético Paranaense · Brasil | Total club    | Total club    | 11  | 0  | 9  | 1 | 2  | 0 | 2  | 0 | 24  | 1  |
| S. B. V. Vitesse · Países Bajos                                                                                                  | 1.ª           | 2015-16       | 18  | 2  | —  | — | 0  | 0 | 1  | 0 | 19  | 2  |
| S. B. V. Vitesse · Países Bajos                                                                                                  | 1.ª           | 2016-17       | 27  | 4  | —  | — | 5  | 1 | —  | — | 32  | 5  |
| S. B. V. Vitesse · Países Bajos                                                                                                  | Total club    | Total club    | 45  | 6  | 0  | 0 | 5  | 1 | 1  | 0 | 51  | 7  |
| Amiens S. C. Francia | 1.ª           | 2017-18       | 1   | 0  | —  | — | 2  | 0 | —  | — | 3   | 0  |
| Amiens S. C. Francia | Total club    | Total club    | 1   | 0  | 0  | 0 | 2  | 0 | 0  | 0 | 3   | 0  |
| C. F. Os Belenenses Portugal | 1.ª           | 2017-18       | 13  | 2  | —  | — | —  | — | —  | — | 13  | 2  |
| C. F. Os Belenenses Portugal | Total club    | Total club    | 13  | 2  | 0  | 0 | 0  | 0 | 0  | 0 | 13  | 2  |
| Atlético Mineiro · Brasil | 1.ª           | 2018          | 7   | 0  | —  | — | —  | — | —  | — | 7   | 0  |
| Atlético Mineiro · Brasil | 1.ª           | 2019          | 20  | 4  | 6  | 1 | 1  | 0 | 7  | 0 | 34  | 5  |
| Atlético Mineiro · Brasil | 1.ª           | 2020          | 27  | 3  | 8  | 3 | 2  | 0 | 1  | 0 | 38  | 6  |
| Atlético Mineiro · Brasil | 1.ª           | 2021          | 22  | 2  | 7  | 0 | 5  | 0 | 5  | 1 | 39  | 3  |
| Fluminense F. C. · Brasil | 1.ª           | 2022          | 24  | 2  | 6  | 0 | 4  | 1 | 4  | 0 | 38  | 3  |
| Fluminense F. C. · Brasil | Total club    | Total club    | 24  | 2  | 6  | 0 | 4  | 1 | 4  | 0 | 38  | 3  |
| Atlético Mineiro · Brasil | 1.ª           | 2023          | ―   | ―  | 2  | 0 | ―  | ― | 0  | 0 | 2   | 0  |
| Atlético Mineiro · Brasil | Total club    | Total club    | 76  | 9  | 23 | 4 | 8  | 0 | 13 | 1 | 120 | 14 |
| Grêmio · Brasil | 1.ª           | 2023          | 20  | 1  | ―  | ― | 6  | 0 | ―  | ― | 26  | 1  |
| Grêmio · Brasil | Total club    | Total club    | 20  | 1  | 0  | 0 | 6  | 0 | 0  | 0 | 26  | 1  |
| Total carrera | Total carrera | Total carrera | 190 | 20 | 38 | 5 | 27 | 2 | 20 | 1 | 275 | 28 |
| (1)Incluidos los datos de la Copa Libertadores (2014 y 2019), Copa Sudamericana (2019 y 2020) y Liga Europa de la UEFA (2015-16) |               |               |     |    |    |   |    |   |    |   |     |    |

## Palmarés

### Títulos nacionales
| Título                   | Club             | País         | Año     |
| ------------------------ | ---------------- | ------------ | ------- |
| Copa de los Países Bajos | S. B. V. Vitesse | Países Bajos | 2016-17 |
| Serie A                  | Atlético Mineiro | Brasil       | 2021    |
| Copa de Brasil           | Atlético Mineiro | Brasil       | 2021    |

### Distinciones individuales
| Distinción                        | Año  |
| --------------------------------- | ---- |
| Balón de Plata del Mundial Sub-17 | 2013 |